# رسائل شهید ثانی
رسائل شهید ثانی مجموعه رسالاتی از شهید ثانی است.

## تصحیح
تصحیح این رساله‌ها در سال ۱۳۸۰–۱۳۷۹ منتشر و در مراسم کتاب سال جمهوری اسلامی ایران به‌عنوان کتاب برگزیده معرفی شد.